# Yūmi Kawai

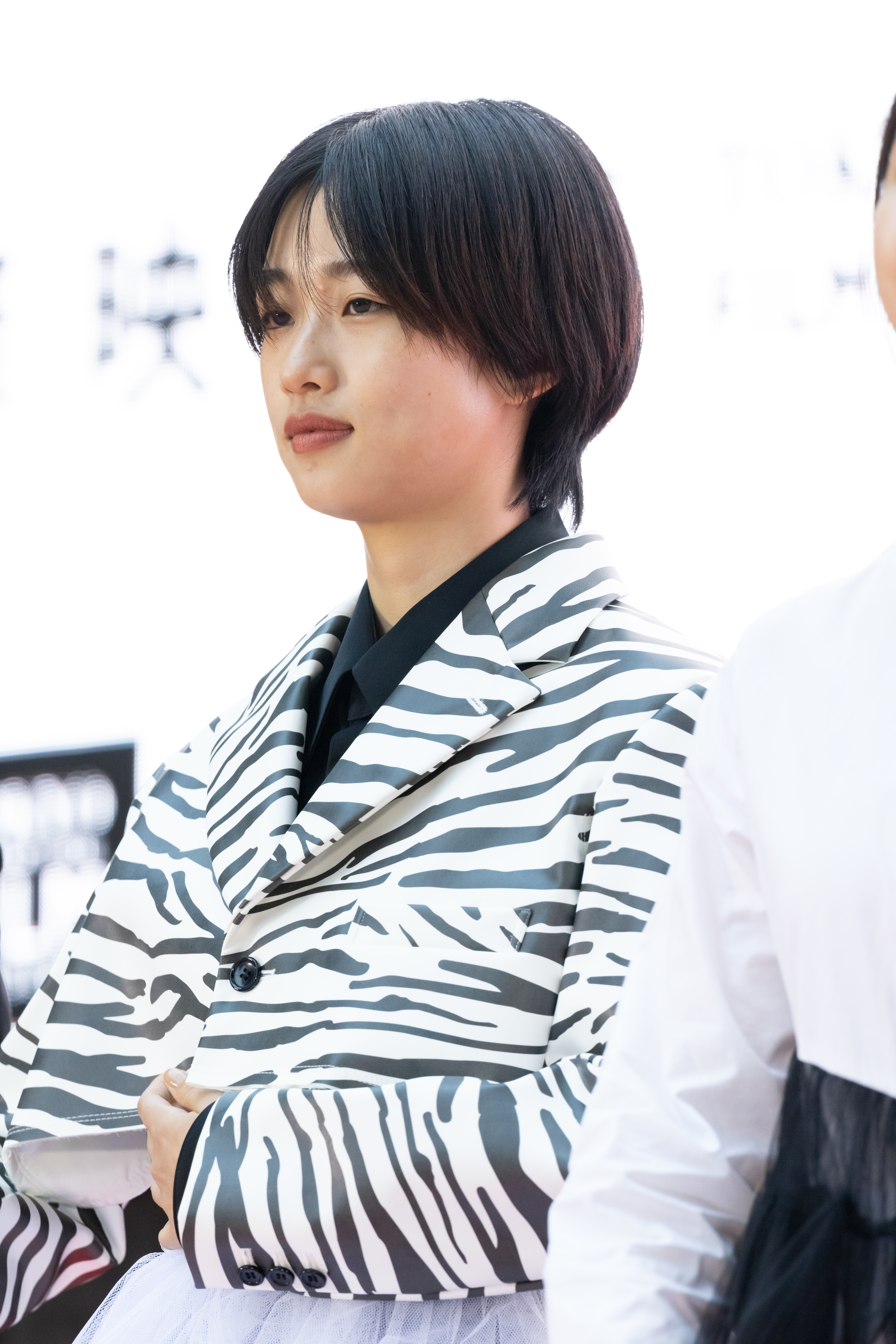
Yūmi Kawai am Tokyo International Film Festival 2022

Yūmi Kawai (japanisch 河合 優実 Kawai Yūmi; * 19. Dezember 2000 in Tōkyō) ist eine japanische Schauspielerin.

## Karriere
Ihr Debüt gab Kawai im Februar 2019. Ihre erste Rolle in einem Fernsehdrama hatte sie in In Hand (インハンド), ihre erste Hauptrolle in einer Serie übernahm sie in Muchū sa, kimi ni (夢中さ、きみに).
Mit ihren Auftritten in den Filmen Yūko no tenbin (由宇子の天秤) und It's a Summer Film (サマーフィルムにのって) gewann sie zahlreiche Nachwuchspreise. 2022 trat sie in acht Filmen auf und erhielt unter anderem den Nikkan Sports Filmpreis für Nachwuchsdarsteller.
Ihre erste Hauptrolle in einem Spielfilm spielte sie in Shōjo wa sotsugyō shinai (少女は卒業しない). In der Fernsehserie Kazoku dakara aishitan ja nakute, aishita no ga kazoku datta (家族だから愛したんじゃなくて、愛したのが家族だった) übernahm sie 2023 ihre erste Hauptrolle in einer Fernsehserie. 2024 wurde sie für ihre Rolle der rebellischen Tochter Junko im TBS-Drama Futekisetsu ni mo hodo ga aru! (不適切にもほどがある!) bekannt und gewann den Elan d'Or Preis als beste Nachwuchsdarstellerin.
Ihre Hauptrollen in den Filmen Namibia no sabaku (ナミビアの砂漠) und An no koto (あんのこと) brachten ihr 2025 zahlreiche Auszeichnungen ein, darunter den Japanese Academy Award als beste Hauptdarstellerin und den Nachwuchspreis des Ministers für Bildung, Kultur, Sport, Wissenschaft und Technologie.

## Filmografie (Auswahl)
- 2019: Yodominaku, yamanai (よどみなく、やまない)
- 2020: Underdog (アンダードッグ)
- 2020: Tōmei no kuni (透明の国)
- 2021: Itsuwari no nai happy end (偽りのないhappy end)
- 2021: It's a Summer Film (サマーフィルムにのって)
- 2022: Aru otoko (ある男)
- 2022: Chotto omoidashita dake (ちょっと思い出しただけ)
- 2023: Hitori-bocchi ja nai (ひとりぼっちじゃない)
- 2024: Hakkenden (八犬伝)

## Auszeichnungen (Auswahl)
- 2021: Yokohama Film Festival – Preis für die beste Nebendarstellerin (Yūko no Tenbin, Summer Film ni Notte)
- 2022: Blue Ribbon Award – Nachwuchspreis
- 2024: Elan d'Or Award – Nachwuchspreis
- 2025: Japan Academy Prize – Beste Hauptdarstellerin (An no koto)
- 2025: Nachwuchspreis des Kultusministers – Filmsparte (Namibia no sabaku・An no koto)